# 카타이브
레바논 카타이브당(아랍어: حزب الكتائب اللبنانية 히즈브 알카타이브 알루바니야[*], 프랑스어: Phalanges libanaises 팔롱헤 리바네즈[*]), 약칭 카타이브(아랍어: الكتائب 알카타이브[*], 프랑스어: Phalanges)는 레바논의 기독교 민주주의 정당이다. 마론파 지지 세력으로서 레바논 내전의 핵심 세력이었으며, 1980년대부터 힘을 잃었으나 2000년대부터 3월 14일 동맹에 가입 이후 조금씩 위세를 회복하고 있으며 최근 레바논 내에서 이스라엘에게 상당한 지지를 얻으면서 부상하고 있다.

## 같이 보기
- 카타이브 규제군

1. 1 2  Daoud, David (2017년 1월 12일). “Hezbollah's Latest Conquest: Lebanon's Cabinet”. 《Newsweek》.